# کتوروالاکیای
کتوروالاکیای (به لاتین: Keturvalakiai) یک شهرک در لیتوانی است که در شهرستان ماریامپوله واقع شده‌است. کتوروالاکیای ۱۱۳ نفر جمعیت دارد.